# اس‌اس آرژانتین (۱۹۲۹)
اس‌اس آرژانتین (۱۹۲۹) (به انگلیسی: SS Argentina (1929)) یک کشتی بود که طول آن ۶۱۳ فوت (۱۸۷ متر) بود. این کشتی در سال ۱۹۲۹ ساخته شد.